# Gouverneurswahlen in den Vereinigten Staaten 2023
Die Gouverneurswahlen in den Vereinigten Staaten 2023 fanden in den Bundesstaaten Kentucky und Mississippi am 7. November 2023 statt. 
In Louisiana fand die Wahl bereits am 14. Oktober 2023 statt. Eine Stichwahl am 18. November 2023 wurde nicht nötig, da der republikanische Kandidat bereits im ersten Wahlgang eine Mehrheit der Stimmen gewinnen konnte.
In Kentucky wurde der demokratische Amtsinhaber, in Mississippi der republikanische Amtsinhaber für eine weitere Amtsperiode wiedergewählt.
Auch Nachwahlen können (je nach Staatsrecht) stattfinden, wenn andere Gouverneurssitze vakant werden – für 2023 wurden keine Nachwahlen angesetzt. Die letzten Gouverneurswahlen aller drei Staaten fanden im Jahr 2019 statt.
Zusätzlich zu den Gouverneurswahlen fanden am 7. November 2023 auch noch weitere Wahlen und Abstimmungen in den Vereinigten Staaten statt, darunter eine Nachwahl zum Repräsentantenhaus in Rhode Island, sowie zwei Abstimmungen in Ohio über die Themen Abtreibung und Marihuana, eine Sonderwahl in Pennsylvania zur Besetzung eines vakanten Höchstrichtersitzes, Bürgermeisterwahlen, sowie Wahlen zu den Staatsparlamenten und diversen politischen Ämtern von Louisiana, Mississippi, New Jersey und Virginia. 
Eine weitere Nachwahl zum Repräsentantenhaus fand am 21. November 2023 in Utah statt.

## Wahlzusammenfassung
Kandidaten sind nur aufgeführt, wenn sie bereits politische Ämter hatten oder anderweitig bekannt sind.
| Staat       | Gouverneur       | Partei       | Erstwahl | Letzte Wahl | Status            | Kandidaten und Ergebnis                                                                                      |
| ----------- | ---------------- | ------------ | -------- | ----------- | ----------------- | --- |
| Kentucky    | Andy Beshear     | Demokrat     | 2019     | 49,2 %      | Kandidiert erneut | Andy Beshear (Demokrat) – 52,5 % Daniel Cameron (Republikaner) – 47,5 %                                      |
| Louisiana   | John Bel Edwards | Demokrat     | 2015     | 51,3 %      | Amtszeitbegrenzt  | Jeff Landry (Republikaner) – 51,6 % Shawn Wilson (Demokrat) – 25,9 %                                         |
| Mississippi | Tate Reeves      | Republikaner | 2019     | 51,9 %      | Kandidiert erneut | Tate Reeves (Republikaner) – 51,6 % Brandon Presley (Demokrat) – 47,0 % Gwendolyn Gray (Unabhängige) – 1,4 % |

Weitere Ergebnisse in den Bundesstaaten:
- In Ohio entschieden sich die Wähler mit jeweils mehr als 13 Prozent Vorsprung für eine Zulassung des Schwangerschaftsabbruchs bzw. für mehr Reproduktive Gesundheit und Reproduktive Rechte, sowie für die Legalisierung von Cannabis für den Privatkonsum.

- In Pennsylvania konnte der demokratisch-liberale Kandidat die Wahl zum neuen Höchstrichter am Supreme Court mit 7 Prozent Vorsprung für sich entscheiden.

- In Rhode Island gewann der demokratische Kandidat die Nachwahl zum US-Repräsentantenhaus mit etwa 30 Prozent Vorsprung.

- Die Wahlen zu den Staatsparlamenten in New Jersey und Virginia konnten ebenfalls die Demokraten in allen vier Kammern für sich entscheiden, obwohl den Republikanern im Vorfeld zumindest in Virginia die Möglichkeit eingeräumt wurde, eine oder zwei Kammern zu gewinnen. Die Demokraten schafften es zudem, die Sitzmehrheit im zuvor republikanisch kontrollierten Repräsentantenhaus von Virginia zu erringen. Der republikanische Gouverneur Glenn Youngkin setzte sich während des Wahlkampfs stark dafür ein, einen Sieg der Republikaner zu ermöglichen. Im Vorfeld der Wahlen wurde spekuliert, dass Youngkin ein gutes republikanisches Wahlergebnis nutzen könnte, um noch spät gegen Donald Trump in das Rennen um die Präsidentschaft 2024 einzusteigen.
- Im 2. Kongressdistrikt von Utah gewann die republikanische Kandidatin die Nachwahl zum US-Repräsentantenhauses mit etwa 23 Prozent Vorsprung.[4]

## Kentucky
In Kentucky trat für die Demokraten Amtsinhaber Andy Beshear erneut an. Bei den Republikanern gab es zunächst mehrere Bewerber: die besten Chancen, Beshears Herausforderer zu werden, hatte Daniel Cameron, der vom ehemaligen Präsidenten Donald Trump unterstützt wurde. Savannah Maddox, Abgeordnete im Repräsentantenhaus von Kentucky, wurde vom Republican Liberty Caucus unterstützt, einer Organisation, die sich innerhalb der Republikanischen Partei für Libertarismus einsetzt. Eric Deters, der sich ursprünglich an den Vorwahlen der Republikaner beteiligen wollte, hatte angekündigt, als unabhängiger Bewerber anzutreten. In der republikanischen Vorwahl am 15. Mai 2023  setzte sich Daniel Cameron durch. Er hatte damit die Chance zum ersten afroamerikanischen republikanischen Gouverneur eines US-Bundesstaates gewählt zu werden. In den Umfragen lag Amtsinhaber Beshear im Schnitt etwa 6 Prozentpunkte vor Cameron.

### Wahlergebnis
Nach Auszählung fast aller Stimmen lag der demokratische Gouverneur Andy Beshear bei 52,5 Prozent der Stimmen vor Daniel Cameron mit 47,5 Prozent und wurde damit wiedergewählt.

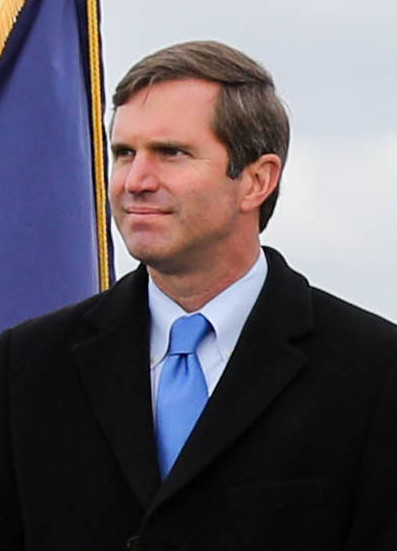
Andy Beshear
Gewinner auf Bezirksebene
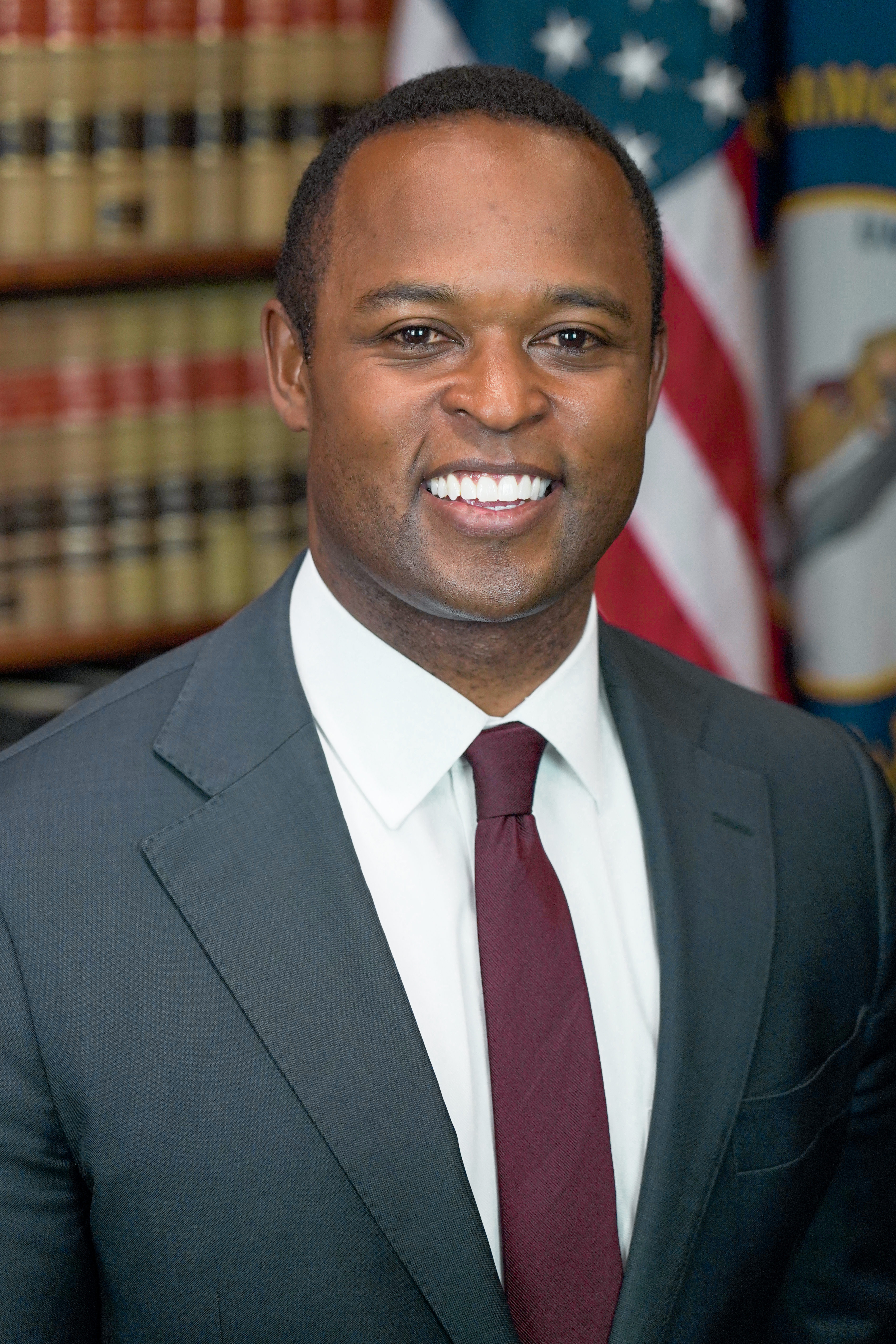
Daniel Cameron

## Louisiana
In Louisiana durfte der amtierende demokratische Gouverneur John Bel Edwards nach zwei Amtszeiten nicht erneut antreten. Da es in Louisiana keine partei-internen Vorwahlen gibt, fand am 14. Oktober 2023 bereits die Hauptwahl statt („jungle primary“), in der alle 14 zugelassenen Kandidaten (2 Demokraten, 7 Republikaner und 5 Unabhängige) gegeneinander antraten. In den Umfragen lag der von Ex-Präsident Donald Trump unterstützte Republikaner Jeff Landry mit etwa 35 bis 40 Prozentpunkten vorne, gefolgt vom Demokraten Shawn Wilson mit etwa 25 bis 30 Prozentpunkten.

### Wahlergebnis
Nach Auszählung aller Stimmbezirke lag Landry mit 51,6 Prozentpunkten vor Wilson mit 25,9 Prozentpunkten und konnte damit die Wahl zum Gouverneur bereits im ersten Wahlgang für sich entscheiden. Den Republikanern gelang damit der Zugewinn eines bisher von den Demokraten gehaltenen Gouverneursposten.

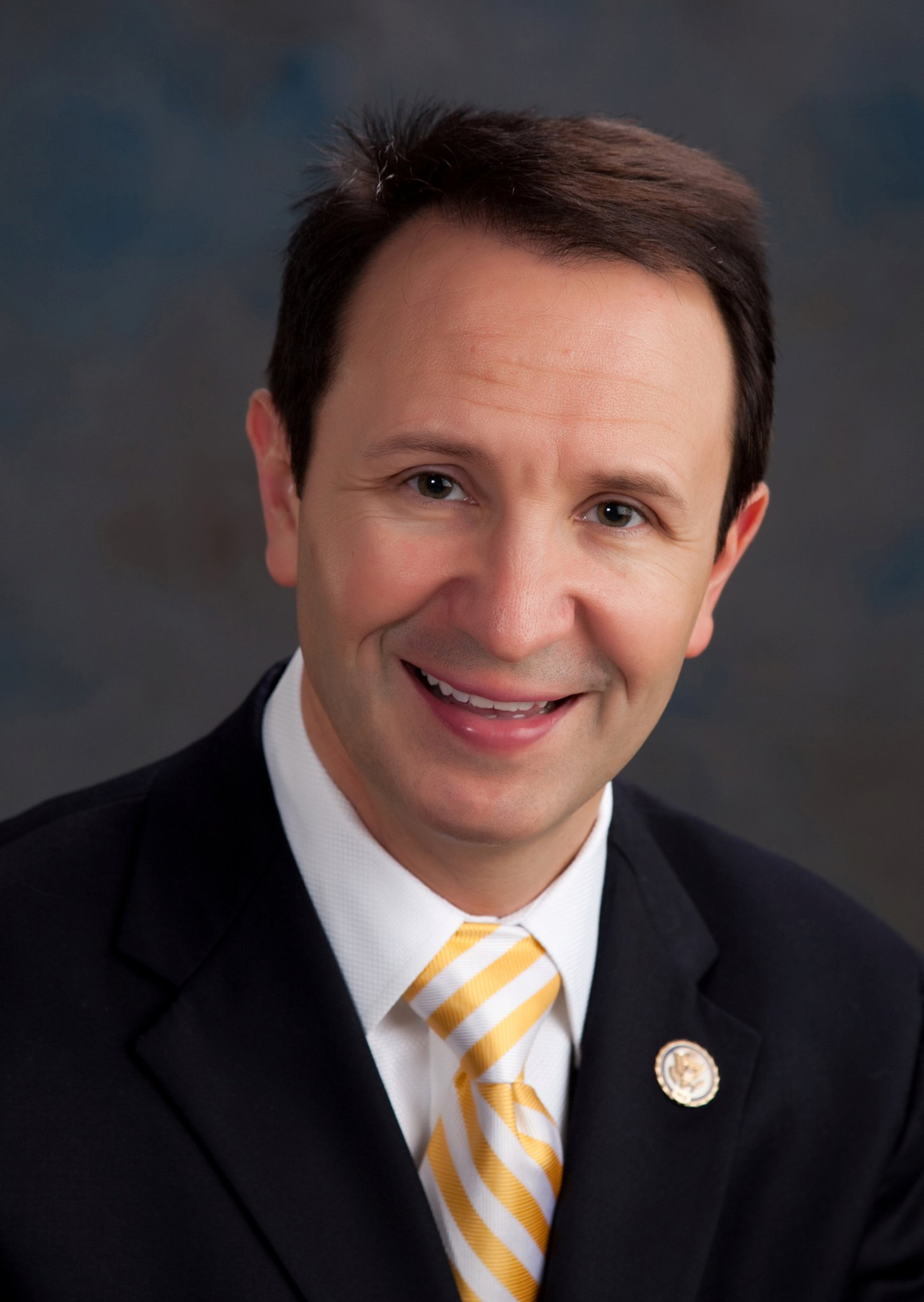
Jeff Landry
Gewinner auf Bezirksebene

## Mississippi
In Mississippi trat der republikanische Amtsinhaber Tate Reeves für eine weitere Amtszeit an. In den republikanischen Vorwahlen konnte er sich deutlich gegen seinen partei-internen Herausforderer durchsetzen und trat in der Hauptwahl gegen den Demokraten Brandon Presley an, einen Verwandten von Elvis Presley. In Umfragen lag Gouverneur Reeves im Schnitt etwa 5 Prozentpunkte vor Presley.

### Wahlergebnis
Nach Auszählung von mehr als 95 Prozent der Stimmen lag der republikanische Amtsinhaber Tate Reeves mit etwa 52 Prozent der Stimmen vor Brandon Presley mit 47 Prozent und wurde damit wiedergewählt.

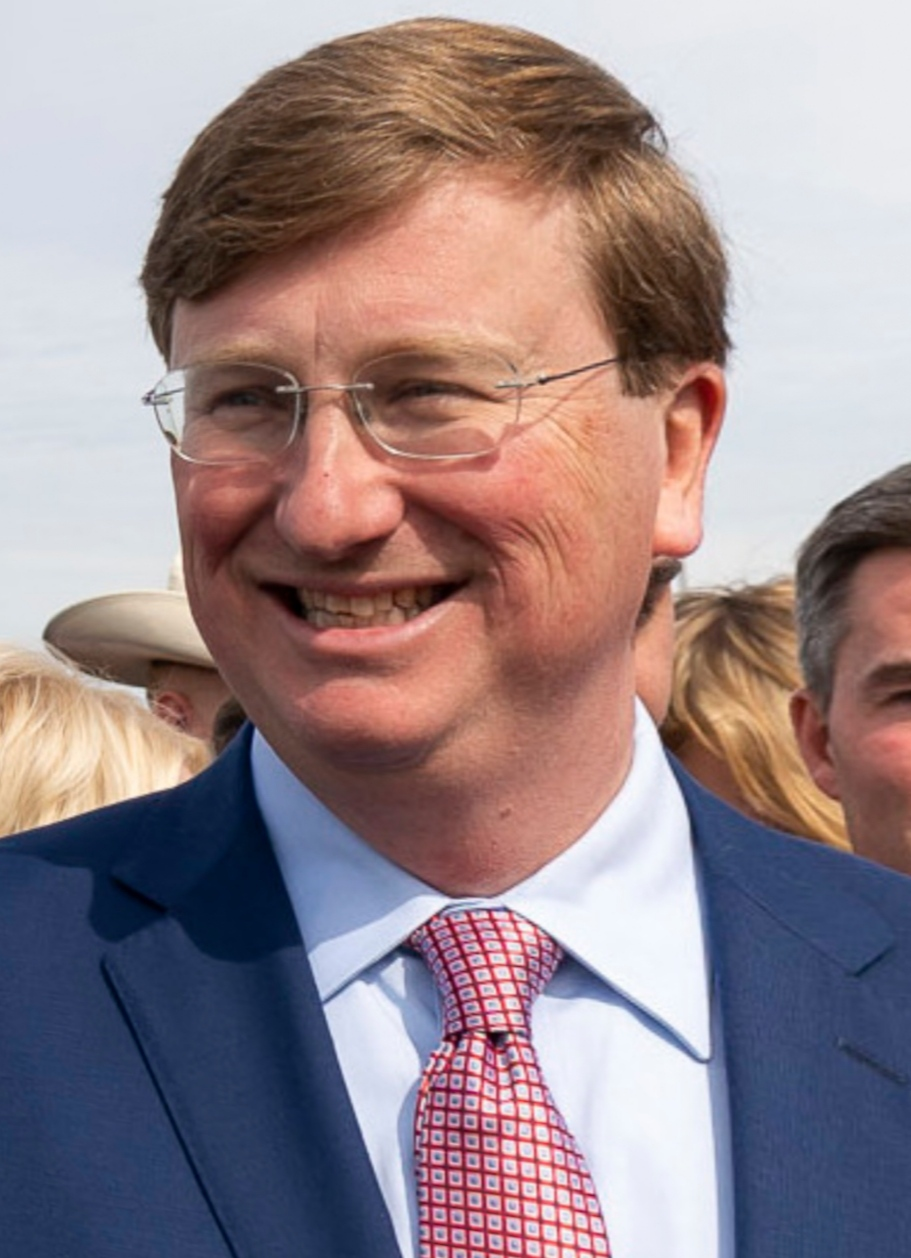
Tate Reeves
Gewinner auf Bezirksebene
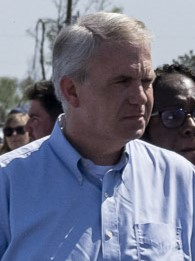
Brandon Presley